# جاكي لانس
جاكي لانس هي لاعبة كرة لينة كندية، ولدت في 9 يونيو 1974.

## وصلات خارجية
- جاكي لانس على موقع أوليمبيديا (الإنجليزية)